# Марија Јеленска
Марија Јеленска, позоришна глумица, рођена је у Загорју 1842. године, а умрла је у Барселони 1882. године. Према Малој енциклопедији, Малетићевој "Грађи" и чланку Б. Стојановића "Три велике југословенске глумице у 19. веку", рођена је 1852. године.

## Биографија
Марија Јеленска је по завршеној глумачкој школи у Бечу, 1866. ангажована у Хрватском народном казалишту у Загребу, 1868. глумила је у Осијеку, а од 1869. до 1871. била је чланица Народног позоришта у Београду, а потом наступа у бечком Бургтеатру, затим у Прагу, Хамбургу, Грацу и Штутгарту.
При отварању Народног позоришта, 30. октобра 1869. у представи „Посмртна слава Кнеза Михаила" Ђорђа Малетића, наступили су чувени глумци: Адам Мандровић, Ђорђе Пелеш, Милош Цветић, Тоша Јовановић, Милка Гргурова, Марија Јеленска, Јулка Јовановић и други.
Већ у другој сезони, а првој у новосаграђеној згради на простору некадашње Стамбол капије, Народно позориште приказало је „Млетачког трговца“ 26. новембра 1869. године. То је прво Шекспирово дело приказано у Београду и Србији. Особиту пажњу гледалаца привукла је прелепа Марија Јеленска. Поред улоге Порције у „Млетачком трговцу“, остале су запамћене њене бројне веома успеле креације, као што су Марија Стјуарт у истоименој Шилеровој драми, Амалија у драми „Разбојници“ истога писца, Јудита у драми Карла Гуцкова „Уријел Акоста“, Видосава у драми „Милош Обилић“ Јована Суботића и др. Наше гледаоце и критичаре Јеленска је освојила не само појавом већ и надахнутим емоционалним ангажманом приликом тумачења љубавних улога, али и драмски продубљеним оживљавањем трагичних хероина.
Новоосновани ансамбл Народног позоришта у Београду био је скуп најбољих глумачких снага: они су унели немир у престоницу и донели боемство, које ће осамдесетих година постати чувено. Званичне примадоне биле су: Милка Гргурова, Љубица Коларовић и Марија Јеленска. Упркос исконструисаном ривалству, Милка и Марија су биле пријатељице. Због многобројних интрига, 1871. Јеленска напушта Београд.

## Марија Јеленска у Београду
У фебруару 1869, Јеленска, у својој 27. години, позвана је из Осијека у Београдско народно позориште на гостовање. На седници позоришног одбора 3. марта, прочитано је њено писмо којим изјављује да се прихвата гостовања у шест представа. Одбор јој је одредио за сваку представу по пет дуката цесарских, а шест дуката на име путног трошка. Пред нашу позоришну публику изашла је Јеленска 12. априла, у краткој Шнајдеровој шаљивој игри "Пуковник од 18 година"; играла је главну улогу (маркиз Јулије Креки) а затим је наступала: 23. априла у Суботићевој "Прехвали" у главној улози, кћери жупана рашког; 4. маја, Мацу У "Граничарима" од Фрејденрајха; 6. маја у Шилеровој "Сплетка и љубав"; 8. маја у "Јунацима" од Мерсана; 10,11 и 14. маја, у Шилеровој "Марији Стјуарт". Представи од 11. маја присуствовао је и (малолетни) кнез Милан са "г-ђом матером и г-ђом старом мајком". Тим комадом завршена је сезона.
У међувремену је млада уметница изашла и пред другу публику, 26. априла, на беседи коју је у Бајлоновој пивници приредило Београдско певачко друштво. Рецитовала је песму "Анђео Словенства". Известилац "Србије" (потис С), између осталог, пише:
"Госпођица М. Јеленска није говорила: из њених уста полетела је жива мисао словенског анђела, њен глас беше лака прозрачна риза тог анђела, који говори како народ словенски трпи гоњења, невоље и сваку патњу, моли се Богу, нада се, и ишчекује тренут васкрсења - и ја како сам се загледао у та уста из којих излази живот једног несрећног народа па гледајући у њих удубио се у прошлост свога, и не узех на ум да је то девојка што говори. Мени се чинило да је баш то тај анђео словенства, који дође амо да нас растужи и разведри."
Јеленска је, по завршеном гостовању, примљена за сталну чланицу. На седници одбора одлучено је да се прими, са платом од 400 талира годишње до 1. октобра, а од 1. октобра да јој плата буде 450 талира. Поред већ поменутих представа, "Посмртна слава Кнеза Михаила" и "Млетачки трговац", наступала је и у представама: "Роман сиромашног младића" О.Фељеа, где је играла Маргариту,"Зла коб" М. Бана, где је играла Леонору, "Нови племић" Гернера, "Смрт Стефана Дечанског", Стерије, где је играла Марију, и Скрибова "Чаша воде".
Поред повремених замерки критичара, низали су се успеси и похвале. Све се стекло за необично брз успех: младост, изванредна лепота, топла и жива, пријатан и мелодичан глас са широким нијансирањем, јасна дикција, природни покрети, жив, несташан темперамент, увек добро научена улога и пуна оданост позиву. Нaјбоље је играла, у шалама и комедијама, несташне, веселе девојке, али и женске улоге у класичним комадима.
Године 1870. наступа у шаљивој игри "Карло XII на острву Рујану", са повољним критикама; у Шилеровим "Хајдуцима", где је њена улога оцењена као пуна живота; у "Записима ђавола", уз неке замерке критичара; у "Цврчку" од Бирхпфајфера, одиграла је улогу Франшете "онако како се само пожелети може". Према извештају у "Видовдану" Јеленска није успела у Бајеровој "Краљици девојци", препоручује јој се да "умири и задржи своју љупку веселост при интерпретацији охолих и озбиљних женских карактера". За улогу у Суботићевој "Прехвали" написали су да је "још млада за крупне трагијске студије". Следе представе: "Сеоска школа" од Р. Кастелвекија, 11. фебруар, "Мишел Перен", 13. фебруар, "Краљева сеја" од др. М. Јовановића, 15. фебруар, "Париска сиротиња" од Бризбара, 18. фебруар, "Женски непријатељ" од Бенедикса, 27. фебруар и многе друге током марта месеца. У Суботићевом "Милошу Обилићу" 8. марта, успешно играла је Видосаву, свака реч јој је сведочила да је глумица скроз осећала положај несрећне жене коју је представљала (Јединство, бр. 52).
Према извештају у "Видовдану" (бр. 24) Јеленска није успела у Бајеровој "Краљици девојци" (Кристина, шведска краљица од 16 година). Међутим, др. Јовановић налази да је врло лепо играла, само јој препоручује, за такву улогу, мало више достојанства. Она је "ваљана и разборита глумица", а доцније ће јој само време помоћи "у тежњи да умири и задржи своју љупку веселост при интерпретацији охолих и озбиљних женских карактера.
Скрибови "Вилински прсти", играни 21. марта, изазвали су ескалацију притајеног супарништва две најистакнутије млађе глумице, Милке Гргурове и Јеленске, у "кући" и у јавности. Часописи "Јединсто" и "Видовдан" хвалили су Јеленску односно Гргурову, а критиковали њену супарницу. Ипак, сукоб се смирио, нарочито када је "Јединство" преузео нови уредник.
У сезони 1870/1871, Јеленска је 4. новембра играла у "Намеснику вексфилдском" од Е. Ниса ("добро одиграла улогу веселе девојке"); 22. новембра у "Смрти цара Михаила"; 4. децембра у "Женском рату" ("такође добро одиграла улогу мале несташне девојчице"), 11. децембра у "Чаши воде" ("као млада краљица била је пуна дражи и лепо је играла"), 18. децембра у Молијеровој "Тврдици" ("хладно"), и 23. децембра у "Париском ритару" ("добро је представљала младу и непокварену Марију") - оцене су из "Видовдана".
Од петнаест представа у јануару, Јеленска је играла у пет, уз похвале "Видовдана": "Карло XII", "Госпођа од Сен Тропеа", "Ловудска сиротица", "Част и новац". У фебруару игра само у три представе "Прва љубав", "Намесник вексфилдски" и "Гвоздена образина". Истог месеца, пуна недеља дана била је без представе. Позориште је било у краткој, али оштрој кризи. Нова правила, које је прописала "интендантура" (како су називали режим Малетићев) силно су узбунила чланове. Глумци су били увређени нарочито одредбом да им се надгледа и приватан живот и не допушта слободно суделовање ван позоришта. Ипак, влада је обуставила нова правила - глумци су били јачи. Јеленска се појављује у представама "Граничари", "Роб", "Стари кованџија".
Јеленска је остала у позоришту до летњег одмора 1871. Да ли је из Београда хтела или морала да оде није довољно јасно, али се донекле може разумети из оскудних података у штампи после њеног одласка. Како је и она била међу опозиционарима "интендантури", Малетић није био према њој нимало пажљив. Због омиљености код публике и критичара добијала је истакнутије улоге, али је већ морала осећати управниково нерасположење, злобу и завист колега, сплетке и женско оговарање. Јеленска се средином маја није добро осећала и вратила је улогу, коју је прихватила Гргурова. Али између првог и другог чина глумци су у глумачкој ложи приметили мајку Марије Јеленске, закључили да Јеленска није болесна и напали управника. Малетић је послао лекара да утврди глумичино стање, које он оцени као довољно добро за представу, за чим уследи новчана казна глумици, коју је она осујетила усменом молбом код министра просвете Д. Матића.
Позоришни рад завршен је 25. маја, а Јеленска је на почетку одмора, по одобрењу, отпутовала из Београда. Боравак у туђини продужила је и када је започео рад позоришта. Како се није вратила ни по истеку одсуства, писмено су је позвали на дужност, али је она одговорила да због планиране удаје не може више остати у позоришту. Од удаје не би ништа, али Јеленска се не врати у Београд.
Јеленска је била лепа жена. Бечка "Преса" је овако описује: "Госпођица је Јеленска лепа, плавојка је, али има црне очи, којима уме гледати веома лепо. Стас и узраст су јој лепи, глас пун, и звучан и згодан за свако превијање. По целој игри јој се види да јој је много стало до праве уметности, а поједини моменти њене промишљене игре доказивали су јасно да је потпуно свесна свог великог задатка".

## Улоге у Народном позоришту
- Пуковник од 18 година (Шнајдер), Маркиз Јулије Креки
- Прехвала (Суботић), кћер жупана рашког
- Граничари (Фрејденрајх), Маца
- Сплетка и љубав (Шилер),
- Јунаци (Мерсан),
- Марија Стјуарт (Шилер),
- Млетачки трговац (Шекспир), Порција
- Поштењаци (Баријер и Кенанди),
- Роман сиромашног младића (Феље), Маргарита
- Зла коб (Бан), Леонора
- Женски рат, Леонора
- Нови племић (Гернер), Мера
- Смрт Стефана Дечанског (Стерија), Марија
- Чаша воде (Скриб),
- Карло XII на острву Рујану (Планч),
- Хајдуци (Шилер), Амелија
- Цврчак (Бирхпфајфер), Фаншета
- Краљица девојка (Бајер), Христина
- Сеоска школа (Кастелвеки),
- Краљева сеја (Јовановић),
- Париска сиротиња (Бризбар и Нис),
- Женски непријатељ (Бенедикс),
- Клин клином (Етијен), Розина
- Париски колотер (Бајар и Фандербуше), Јосиф
- Милош Обилић (Суботић), Видосава
- Вилински прсти (Скриб), Берта
- Саћурица и шубара (Округић),
- Намесник вексфилдски (Нис)
- Смрт цара Михаила
- Тврдица (Молијер),
- Париски ритар, Марија
- Бој на Дубљу (Срећковић), Српкиња девојка
- Српски хајдуци (Малетић),
- Госпођа од Сен Тропеја (Ламбер), Хортензија
- Ловудска сиротица, Џејн Ејр
- Част и новац (Понсар), Луција
- Прва љубав (Скриб), Емелина
- Гвоздена образина, Марија д`Останшева
- Последње љубавно писмо (Сарду), Клариса
- Роб (Сиглигети), Адела
- Стари кованџија, удовица